# Saprolochus lobatus
Saprolochus lobatus är en skalbaggsart som beskrevs av Paul E.Skelley 2007. Saprolochus lobatus ingår i släktet Saprolochus och familjen Aphodiidae. Inga underarter finns listade i Catalogue of Life.